# Tik Tok
Tik Tok – debiutancki solowy singel amerykańskiej wokalistki Ke$hy, promuje jej pierwszy album studyjny pt. Animal. Piosenkę wyprodukował Benny Blanco wspólnie z Dr. Luke, którzy napisali ją wspólnie z Keshą. W Stanach Zjednoczonych miał premierę 7 sierpnia 2009, a 5 października został wysłany do stacji radiowych. Utwór opowiada o budzącej się piosenkarce, która po ostatniej imprezie wylądowała w wannie, ale postanawia iść na kolejną. Kesha doświadczyła podobnego zdarzenia tyle, że w międzyczasie dopisywała jeszcze kolejne zwrotki piosenki. W jednej z nich Kesha wspomina, że po przebudzeniu się po zabawie, czuje się jak P. Diddy.
Po wydaniu piosenka otrzymała mieszane recenzje. Niektórzy chwalili ją na styl życia celebryty, a inni krytykowali, że utwór brzmi „drażniąco” i jest zbyt podobny do innych utworów w wykonaniu m.in. Lady Gagi i Uffie. Singiel osiągnął szczyt notowań w jedenastu krajach, z czego na Billboard Hot 100 jako jedyna artystka w pierwszy tygodniu sprzedała singiel w nakładzie 611,000 egzemplarzy. W lipcu 2010 roku utwór sprzedał się w USA już w nakładzie 5 milionów. Ponadto na świecie w 2011 roku piosenkę okrzykniętą najlepiej sprzedającym się singlem, ze sprzedażą 12.8 miliona kopii. Kompozycję wykorzystano także jako promo w szóstej edycji reality show stacji Lifetime TV Projekt Runway, a także we wstępie do jednego z odcinków serialu Simpsonowie.

## Tworzenie i inspiracja
„Tik Tok” został napisany przez Keshę, Dr. Luke i Benny’ego Blanco, a wyprodukowany przez Łukasza i Blanco. Piosenkę tworzyli w trójkę, a Sebert żartowała, że „biała-dziewczyna rapuje” ponad rytmem. W pewnym momencie chciała nawet zacząć pisać piosenkę od nowa, bo nie sądziła, że stworzyliśmy coś „zabawnego i mądrego. [Ona] pomyślała, że jest nawet do kitu”. „Myślałam, że to tylko kolejna piosenka, myślałam, że jest taka jak wszystkie inne, które pisałam. I nawet nie wiem czy były dobre. Chciałam napisać wersy, nie myślałam, że to zabawne i mądre. Myślałam, że jest do kitu. Ale pozostałym się podobała”.
Kesha powiedziała, że inspiracją dla utworu jest wracanie do domu pijanym po nocnej imprezie. Zwykle pisała kilka słów piosenki następnego dnia rano, budziła się z historią, która czekała by ją zapisać. Pierwszy wers pochodzi z doświadczenia, kiedy obudziła się w otoczeniu ”pięknych kobiet” i wyobraziła sobie jak P. Diddy był w podobnej sytuacji. Kesha opisała temat utworu w wywiadzie, podkreślając własne życie:
„Jesteśmy [Kesha i jej przyjaciele] wszyscy młodzi i rozbici, ale to nie liczy się. Możemy znaleźć ubranie po którejś stronie ulicy, założyć je i wyglądać fantastycznie. Jeśli nie mamy samochodu, który nie zabierze nas, to pojedziemy autobusem. Jeśli nie będziemy mogliśmy pozwolić sobie na napoje, przyniesiemy w butelce swoje picie. To jest po prostu to, co nie pozwala ci się stoczyć”.

## Kompozycja
„Tik Tok” jest przedtaktem, dominującym w dance-pop piosence, która łączy elementy electropopu w produkcji i bicie oraz wykorzystuje minimalistycznie bit znany z gier, urozmaicony klaśnięciami i syntezatorami. Refren piosenki zawiera rapowane zwrotki, wzmocnione przez Auto-tune w niektórych miejscach, przed dwoma zwrotkami, gdzie wspomina o Diddym.

## Krytyka
Utwór otrzymał mieszane recenzje. Kelsey Paine z Billboardu nazwała utwór „listem miłosnym dla DJ-ów na całym świecie, z klaśnięciem rąk, które zbudują czysty, zaraźliwy dance-pop”. Jim Farber z New York Daily News porównał utwór do „słodkiego cukierka, który jest zbyt słodki, by mu się oprzeć”. Fraser McAlpine z BBC zauważyło podobieństwa między singlem „Tik Tok” a utworem Lady Gagi „Just Dance”. Billy Johnson z Yahoo! porównał „Tik Tok” do hitu z lat osiemdziesiątych duetu L'Trimm, pt: „Cars that Go Boom” i zauważył, że Kesha „naśladuje ton głosu duetu L'Trimm dla zrobienia własnego hitu”. Nick Levine z Digital Spy dał piosence cztery z pięciu gwiazdek, mówiąc o stylu Keshy, że jest jak „obraz latawicy”, twórców tekstu porównał do „wielkich”, którzy wykorzystali auto-tune do zabawy, a powołanie Dr. Luke do produkcji dało „sprężysty, elektroniczny” hit.
Jonah Weiner ze Slate dał piosence negatywną recenzję, określając ją mianem „uroczo głupiej” i „bardzo drażniącej”. Następnie porównał rapowane zwrotki do Fergie, zarzucił ściągnięcie od innych artystów motywu wykorzystywania nazwisk w piosence. Fabułę przyrównał do „Just Dance”, a wyraził się o niej tak: „Dziewczyna budzi się pijana, pijana znajduje parkiet i staje się jeszcze bardziej pijana”. Jon Caramanica z The New York Times opisał piosenkę jako „sprośne świętowanie ostatniej nocy o poranku”. Stwierdził, że ludzi nie powinni porównywać Keshy do Uffie, której udało się podpisać kontrakt z francuską wytwórnią Ed Banger i która wyprzedziła Sebert z electropopem o kilka lat. Stwierdził, że jedyną artystką która czuje „świeżość” w swoich numerach jest Lady Gaga i na pewno usłyszy, że istotne fragmenty w melodii i tematyce z „Just Dance” Kesha wykorzystała w „Tik Tok”.

## Teledysk
Do singla zrealizowano wideoklip. W teledysku gościnnie wystąpił aktor Simon Rex, który wcielił się w postać chłopaka imieniem Barry – adoratora głównej bohaterki, czyli Keshy. Sama wokalistka ukazana zostaje jako niepoprawna imprezowiczka, która – ledwo budząc się po imprezie – wybiera się na kolejną, całonocną zabawę.

## Track lista
| - US Single 1. "Tik Tok" – 3:20 - UK Single 1. "Tik Tok" – 3:20 2. "Tik Tok" (Tom Neville's Crunk & Med Mix) – 6:53 | - UK EP 1. "Tik Tok" – 3:20 2. "Tik Tok" (Fred Falke Club Remix) – 6:42 3. "Tik Tok" (Chuck Buckett's Verucca Salt Remix Remix) – 4:55 4. "Tik Tok" (Tom Neville's Crunk & Med Mix) – 6:53 5. "Tik Tok" (Untold Remix) – 5:01 |

## Personel
- Twórca tekstu – Kesha Sebert, Łukasz Gottwald, Benjamin Levin
- Producent muzyczny – Łukasz Gottwald, Benjamin Levin
- Instrument muzyczny – Lukasz Gottwald, Benjamin Levin
- Nagrywanie – Łukasz Gottwald, Benjamin Levin
- Inżynier dźwięku – Emily Wright, Sam Holland
- Edycja wokalu – Emily Wright

Źródło: iTunes

## Pozycje na listach przebojów
W amerykańskim notowaniu Billboard Hot 100 utwór "Tik Tok" zadebiutował pod koniec października 2009 roku na pozycji siedemdziesiątej dziewiątej, szybko jednak znalazł się wśród dwudziestu najpopularniejszych przebojów. Na liście Canadian Hot 100 (Kanada) debiutował jako #67, lecz wspiął się najpierw na miejsce #32, a następnie na szczyt notowania. Z wielkim powodzeniem piosenka spotkała się w Nowej Zelandii – w zestawieniu czterdziestu najpopularniejszych nowozelandzkich singli według stowarzyszenia Recording Industry Association of New Zealand "Tik Tok" uplasował się na pozycji szczytowej już w drugim tygodniu swojej obecności w notowaniu.
| Notowania (2009-2010)                         | Najwyższa pozycja |
| --------------------------------------------- | ----------------- |
| Australia (ARIA)                              | 1                 |
| Austria (Ö3 Austria Top 40)                   | 1                 |
| Belgia (Ultratop 50 Flandria)                 | 4                 |
| Belgia (Ultratop 40 Walonia)                  | 1                 |
| Bułgaria (IFPI)                               | 2                 |
| Czechy (IFPI)                                 | 2                 |
| Dania (Tracklisten)                           | 3                 |
| European Hot 100 Singles                      | 1                 |
| Finlandia (Suomen virallinen lista)           | 2                 |
| Francja (SNEP)                                | 1                 |
| Hiszpania (PROMUSICAE)                        | 5                 |
| Holandia (Dutch Top 40)                       | 2                 |
| Kanada (Canadian Hot 100)                     | 1                 |
| Irlandia (IRMA)                               | 3                 |
| Japonia (Japan Hot 100)                       | 3                 |
| Niemcy (Media Control Charts)                 | 1                 |
| Norwegia (VG-Lista)                           | 1                 |
| Nowa Zelandia (RIANZ)                         | 1                 |
| Słowacja (IFPI)                               | 2                 |
| Stany Zjednoczone Billboard Hot 100           | 1                 |
| Stany Zjednoczone Pop Songs (Billboard)       | 1                 |
| Szwajcaria (Media Control Charts)             | 1                 |
| Szwecja (Sverigetopplistan)                   | 3                 |
| Węgry (Rádiós Top 40)                         | 2                 |
| Węgry (Dance Top 40)                          | 4                 |
| Wielka Brytania (The Official Charts Company) | 4                 |
| Włochy (FIMI)                                 | 2                 |

## Historia wydania
| Region            | Data               | Format           |
| ----------------- | ------------------ | ---------------- |
| Australia         | 7 sierpnia 2009    | Digital download |
| Kanada            | 7 sierpnia 2009    | Digital download |
| Meksyk            | 7 sierpnia 2009    | Digital download |
| Nowa Zelandia     | 7 sierpnia 2009    | Digital download |
| Norwegia          | 7 sierpnia 2009    | Digital download |
| Szwecja           | 7 sierpnia 2009    | Digital download |
| Stany Zjednoczone | 25 sierpnia 2009   | Digital download |
| Wielka Brytania   | 27 listopada 2009  | Digital download |
| Włochy            | 29 listopada, 2009 | Digital download |
| Belgia            | 8 stycznia 2010    | Digital download |
| Niemcy            | 8 stycznia 2010    | Digital download |